# Toïma
La rivière Toïma (oudmourte : Туймы ; russe : Тойма ; en tatar : Туйма, Tuyma) est un cours d'eau de Russie et un affluent droit de la rivière Kama. La Toïma arrose les républiques d'Oudmourtie et du Tatarstan.

## Géographie
La Toïma est longue de 124 km, dont 84 km au Tatarstan, et draine un bassin de 1 446 km2.
Elle prend sa source en Oudmourtie et suit un cours orienté nord-sud en décrivant de nombreux méandres avant de se jeter dans la Kama à Ielabouga, au Tatarstan.
La Toïma arrose les villes de Mendeleïevsk et Ielabouga, situées au Tatarstan.
La minéralisation atteint 400-600 mg/l et la sédimentation à la confluence avec la Kama 146 mm.

## Affluents
Ses principaux affluents, d'amont en aval, sont les rivières :
- Vozjaïka (D)
- Iourachka (D)
- Karinka (D)

## Source
- (en) Cet article est partiellement ou en totalité issu de l’article de Wikipédia en anglais intitulé « Toyma River » (voir la liste des auteurs).